# Hyperaspis conspirans
Hyperaspis conspirans är en skalbaggsart som beskrevs av Thomas Casey 1908. Hyperaspis conspirans ingår i släktet Hyperaspis och familjen nyckelpigor. Inga underarter finns listade i Catalogue of Life.